# Pjesma Eurovizije 1964.
Eurovizija 1964. je bila 9. Eurovizija održana 21. ožujka 1964. u Tivolis Koncertsalu,  Kopenhagen, Danska. Danska je bila domaćin Eurovizije nakon prošlogodišnje pobjede Grethe & Jørgen Ingmann. Švedska se nije natjecala zbog bojkota pjevača. Njihov predstavnik je trebao biti Franco & Salazar s pjesmom København, ali nije nastupio. Italija je pobijedila prvi put s Gigliolom Cinquetti koja je pjevala pjesmu Non ho l'età. Njemačka, Portugal, Švicarska i Jugoslavija su osvojile nula bodova po prvi put. Ovo je prvi put da je država koja je debitirala osvojila nula bodova.

## Rezultati
| Broj | Zemlja                 | Jezik       | Pjevač             | Pjesma                                      | Pozicija | Bodovi |
| ---- | ---------------------- | ----------- | ------------------ | ------------------------------------------- | -------- | ------ |
| 1    | Luksemburg             | francuski   | Hugues Aufray      | "Dès que le printemps revient"              | 5        | 14     |
| 2    | Nizozemska             | nizozemski  | Anneke Grönloh     | "Jij bent mijn leven"                       | 10       | 2      |
| 3    | Norveška               | norveški    | Arne Bendiksen     | "Spiral"                                    | 8        | 6      |
| 4    | Danska                 | danski      | Bjørn Tidmand      | "Sangen om dig"                             | 9        | 4      |
| 5    | Finska                 | finski      | Lasse Mårtenson    | "Laiskotellen"                              | 7        | 9      |
| 6    | Austrija               | njemački    | Udo Jürgens        | "Warum nur, warum?"                         | 6        | 11     |
| 7    | Francuska              | francuski   | Rachel             | "Le chant de Mallory"                       | 4        | 14     |
| 8    | Ujedinjeno Kraljevstvo | engleski    | Matt Monro         | "I Love The Little Things                   | 2        | 17     |
| 9    | Njemačka               | njemački    | Nora Nova          | "Man gewöhnt sich so schnell an das Schöne" | 13       | 0      |
| 10   | Monako                 | francuski   | Romuald            | "Où sont-elles passées"                     | 3        | 15     |
| 11   | Portugal               | portugalski | Antonio Calvário   | "Oração"                                    | 13       | 0      |
| 12   | Italija                | talijanski  | Gigliola Cinquetti | "Non ho l'età"                              | 1        | 49     |
| 13   | Jugoslavija            | bošnjački   | Sabahudin Kurt     | "Život je sklopio krug"                     | 13       | 0      |
| 14   | Švicarska              | talijanski  | Anita Traversi     | "I miei pensieri"                           | 13       | 0      |
| 15   | Belgija                | francuski   | Robert Cogoi       | "Près de ma rivière"                        | 11       | 2      |
| 16   | Španjolska             | španjolski  | Nelly, Tim & Tony  | "Caracola"                                  | 12       | 1      |

| Pjesma Eurovizije | Pjesma Eurovizije |
| --- | ----------------- |
| |                   |
| 01956. • 1957. • 1958. • 1959. • 1960. 1961. • 1962. • 1963. • 1964. • 1965. • 1966. • 1967. • 1968. • 1969. • 1970. 1971. • 1972. • 1973. • 1974. • 1975. • 1976. • 1977. • 1978. • 1979. • 1980. 1981. • 1982. • 1983. • 1984. • 1985. • 1986. • 1987. • 1988. • 1989. • 1990. 1991. • 1992. • 1993. • 1994. • 1995. • 1996. • 1997. • 1998. • 1999. • 2000. 2001. • 2002. • 2003. • 2004. • 2005. • 2006. • 2007. • 2008. • 2009. • 2010. 2011. • 2012. • 2013. • 2014. • 2015. • 2016. • 2017. • 2018. • 2019. • 2020. 2021. • 2022. • 2023. • 2024. • 2025. |                   |

| Pjesma Eurovizije | Pjesma Eurovizije |
| --- | ----------------- |
| |                   |
| 01956. • 1957. • 1958. • 1959. • 1960. 1961. • 1962. • 1963. • 1964. • 1965. • 1966. • 1967. • 1968. • 1969. • 1970. 1971. • 1972. • 1973. • 1974. • 1975. • 1976. • 1977. • 1978. • 1979. • 1980. 1981. • 1982. • 1983. • 1984. • 1985. • 1986. • 1987. • 1988. • 1989. • 1990. 1991. • 1992. • 1993. • 1994. • 1995. • 1996. • 1997. • 1998. • 1999. • 2000. 2001. • 2002. • 2003. • 2004. • 2005. • 2006. • 2007. • 2008. • 2009. • 2010. 2011. • 2012. • 2013. • 2014. • 2015. • 2016. • 2017. • 2018. • 2019. • 2020. 2021. • 2022. • 2023. • 2024. • 2025. |                   |